# Emāmzādeh Bowyer
Emāmzādeh Bowyer (persiska: امامزاده بویر) är en ort i Iran.   Den ligger i provinsen Khuzestan, i den centrala delen av landet, 400 km söder om huvudstaden Teheran. Emāmzādeh Bowyer ligger 1 317 meter över havet och antalet invånare är 102.
Terrängen runt Emāmzādeh Bowyer är kuperad norrut, men söderut är den bergig. Terrängen runt Emāmzādeh Bowyer sluttar västerut. Runt Emāmzādeh Bowyer är det ganska glesbefolkat, med 48 invånare per kvadratkilometer. Närmaste större samhälle är Pā Āb-e Shelāl, 8,8 km sydost om Emāmzādeh Bowyer. Omgivningarna runt Emāmzādeh Bowyer är i huvudsak ett öppet busklandskap.